# Ана (тропічний шторм, 2022)
Тропічний шторм «Ана» (англ. Tropical Storm Ana) — смертоносний тропічний циклон, який вразив африканські країни Мадагаскар, Малаві та Мозамбік і став третім за кількістю смертей тропічним циклоном у 2022 році після тропічного шторму «Мегі» в західній частині Тихого океану та атлантичного урагану «Ян». Перший названий шторм сезону циклону в південно-західній частині Індійського океану 2021–22 рр.

## Метеорологічна історія

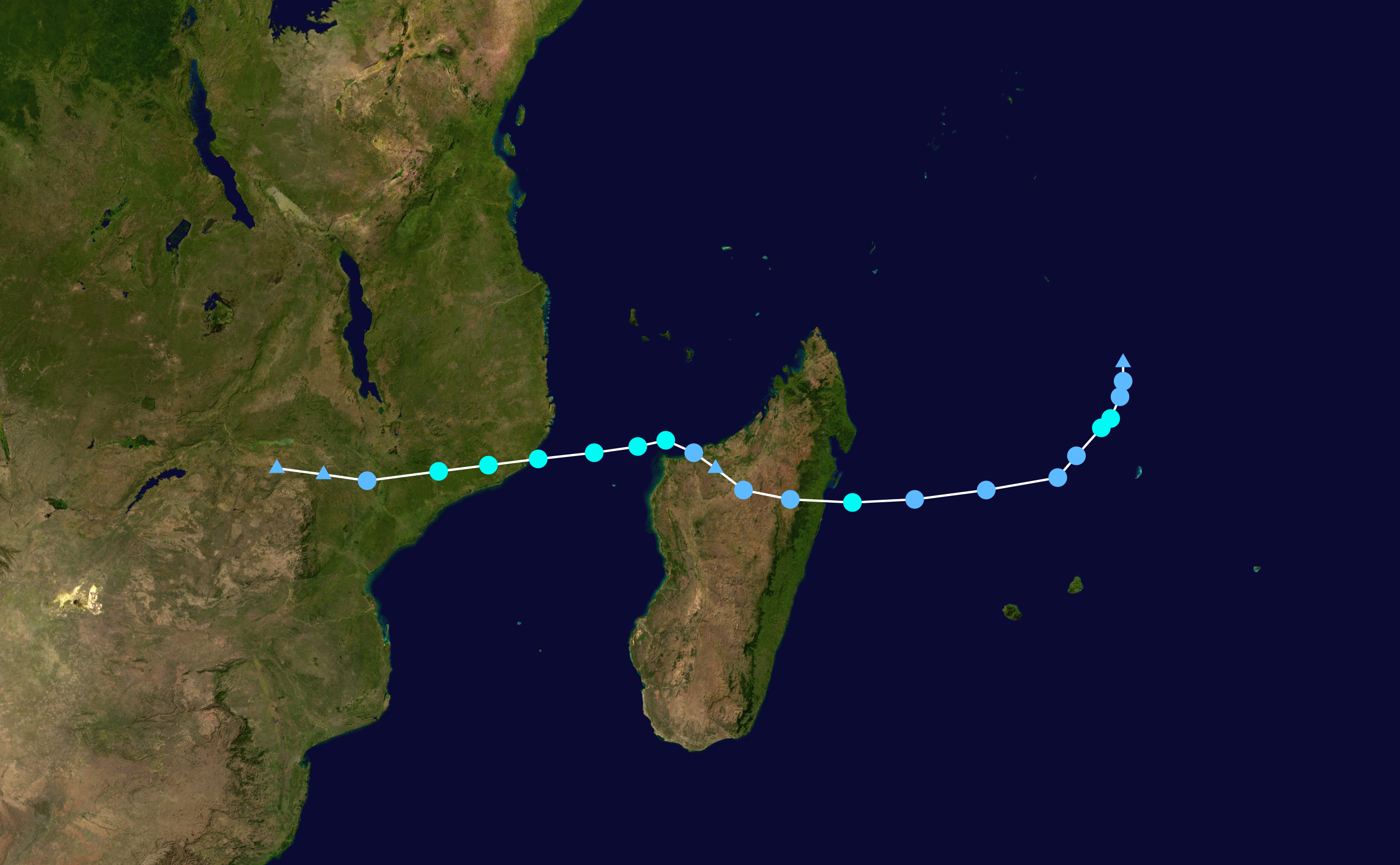
Карта шляху і інтенсивності Тропічного шторму Ана

О 7:30 UTC 20 січня Об'єднаний центр попередження про тайфуни повідомив про утворення зони конвекції, яку вони позначили як Invest 93S, приблизно за 378 морських миль (700 км; 435 миль) від Маврикію, при цьому агентство дає низькі шанси для потенційного циклогенезу протягом наступних 24 годин. Опівдні MFR спостерігав закриту циркуляцію на північний захід від Сен-Брандона з досить погано визначеним центром. Утворення було викликано сплеском мусонного потоку. До вечора JTWC оновив систему до середньої ймовірності потенційного циклогенезу, помітивши її неясну низькорівневу циркуляцію (LLC). Рано наступного дня, о 2:00 UTC, JTWC опублікував своє сповіщення про формування тропічних циклонів (TCFA) для Invest 93S, а також знову оновив систему до високої ймовірності потенційного циклогенезу, оскільки агентство відзначило її консолідацію в чітко визначеному центрі низького рівня. Пізніше о 12:00 UTC MFR оголосив тропічну систему низького тиску зоною порушеної погоди, ставши першою системою сезону. У відомстві відзначили подовжену хмарність, яка була трохи компактніша, ніж учора, але все ще досить погано організована. Через 12 годин MFR оновив його до статусу тропічного порушення, оскільки виявили, що хмарність системи покращилася. Крім того, його центр став чітко окресленим, але в цілому все ще був погано визначеним і витягнутим. Збурення повільно консолідувалися в певну конвективну структуру, а також розвивали чіткі вигнуті смуги дощу, що спонукало MFR оновити його до тропічної депресії до 6:00 UTC 22 січня.
Між 8:00 UTC та 9:00 UTC центр системи перетинався між Туамасіна та островом Сент-Марі як тропічна депресія, а MFR перекласифікував систему як сухопутну депресію. Через гірський рельєф Мадагаскару система дещо ослабла, але все ж змогла зберегти організовану конвекцію та низький центр. О 6:00 UTC наступного дня MFR знову класифікував його як тропічне заворушення після входу в Мозамбіцьку протоку. Через шість годин він знову посилився в тропічну депресію, оскільки поступово покращував свою конвективну структуру та охолоджував свої конвективні смуги. Його низькорівневі хмари мали чіткий вигнутий малюнок поблизу центру. Це сталося після входу в Мозамбіцьку протоку, де були доступні кращі умови навколишнього середовища разом із гарною конвергенцією мусонного потоку. О 15:00 UTC JTWC оголосила систему тропічним циклоном і позначила її 07S. Пізніше MFR оновив його до помірного тропічного шторму і назвав його Ана, ставши першим названим штормом цього сезону.

## Наслідки
Тропічний шторм «Ана» посилив серію повеней, внаслідок яких 18 січня загинуло 11 людей, а внаслідок нових сильних дощів і повеней на Мадагаскарі загинуло ще 48 людей. Тропічний шторм став причиною смерті 18 людей у Мозамбіку та 29 осіб у Малаві.
На Мадагаскарі 55 тисяч людей залишилися без даху над головою. У Малаві більшість країни залишилася без електрики, 200 000 людей були змушені залишити свої будинки. Особливо постраждав район округ Муландже на півдні Малаві. 10 000 будинків у Мозамбіку було зруйновано в результаті шторму. Повені у провінції Квазулу-Наталь (2022).